# Джордж Хамилтън-Гордън
Джордж Хамилтън-Гордън, граф Абърдийн (на английски: George Hamilton-Gordon, Earl of Aberdeen) (1784 – 1860) известен още като лорд Абърдийн е английски държавник, дипломат и земевладелец. По политически убеждение е последователно тори, консерватор и пийлит. Бил е министър-председател на Обединеното кралство от 1852 до 1855 в коалиция на вигите с пийлитите, подкрепена от радикали и ирландци. Неговото правителство е съставено от силни и талантливи политици, които той не е в състояние да контролира. Въпреки усилията му Великобритания влиза в Кримската война. След падането на правителството му Абърдийн напуска политиката.